# Mockus
Mockus ist ein litauischer männlicher Familienname.

## Ableitungen
- Mockevičius

## Weibliche Formen
- Mockė (neutral)
- Mockutė (ledig)
- Mockuvienė (verheiratet)

## Namensträger
- Aivaras Mockus, Dichter
- Antanas Mockus (* 1952), kolumbianischer Philosoph und Politiker litauischer Herkunft
- Arūnas Mockus (* 1969), litauischer Flottillenadmiral
- Arvydas Mockus (* 1960), Politiker, Mitglied des Seimas
- Darius Juozas Mockus (* 1965), Unternehmer und Ökonom
- Rimantas Mockus (* 1979), Jurist und Politiker, Justizminister
- Robertas Mockus, Organist
- Vytautas Mockus (*  1957), Politiker, Bürgermeister von Kupiškis